# Demon's Souls (jogo eletrônico de 2020)
Demon's Souls (デモンズソウル, Demonzu Souru) é um jogo eletrônico do gênero RPG de ação de 2020 desenvolvido pela Bluepoint Games, com a assistência da Japan Studio, e publicado pela Sony Interactive Entertainment para o PlayStation 5. O jogo foi lançado como um título de lançamento exclusivo para o PlayStation 5 em novembro de 2020. Ele é um remake de Demon's Souls, originalmente desenvolvido pela FromSoftware para o PlayStation 3 em 2009. O departamento de desenvolvimento interno do Japan Studio auxiliou com todo o desenvolvimento do remake, o que torna Demon's Souls seu último jogo antes de sua integração ao Team Asobi.
Após o seu lançamento, Demon's Souls recebeu aclamação da crítica, que elogiou sua jogabilidade, visuais, aspectos técnicos e melhorias em relação ao jogo original. O jogo também foi um sucesso comercial, vendendo mais de 1,4 milhão de unidades até setembro de 2021.

## Jogabilidade
O jogo apresenta novas armas, armaduras, anéis e itens chamados "Grãos" que dão aos jogadores uma resistência temporária a efeitos como veneno, fogo e sangramento. Assim como no original, os jogadores são limitados em quanto podem carregar antes que seu personagem fique sobrecarregado, embora alguns aspectos desse sistema de carga tenham sido ajustados. Por exemplo, no jogo original, as ervas curativas não possuem peso, então os jogadores podem carregar centenas delas; no remake, esses itens de cura agora possuem um peso associado a eles, de modo que a quantidade que os jogadores podem carregar é significativamente menor, e as gramíneas mais potentes pesam mais do que as menos eficazes. Um novo recurso, chamado "Mundo Fraturado", é um modo espelhado que inverte o layout dos ambientes. O jogo também inclui um modo foto, no qual ao usá-lo o jogo fará uma pausa, algo que não era possível no original. Filtros do modo de foto também podem ser usados durante o jogo, incluindo um filtro de "modo clássico" destinado a evocar a aparência do jogo original de PlayStation 3. Embora a série Souls seja notória por sua dificuldade, a Bluepoint afirmou que o remake não apresentaria diferentes níveis de dificuldade. O recurso de criação de personagens também foi atualizado, com mais opções de personalização.

## Desenvolvimento
Em 2016, Hidetaka Miyazaki, o diretor do Demon's Souls original, reconheceu a demanda por desenvolver um remake, mas disse que, como a propriedade intelectual (IP) pertencia à Sony, o início de tal projeto dependeria de seu desejo de fazê-lo. Depois que Miyazaki e a FromSoftware, o estúdio de desenvolvimento do jogo original, deram sua aprovação, a Bluepoint Games iniciou o desenvolvimento de um remake após a conclusão de seu remake de Shadow of the Colossus em 2018. A Japan Studio, que ajudou no desenvolvimento do jogo original, também ajudou a Bluepoint Games para o remake. Gavin Moore, da Japan Studio, mais conhecido por seu trabalho em Puppeteer, atuou como diretor criativo do projeto. Um objetivo central era permanecer fiel ao original enquanto fazia ajustes de acordo com o hardware mais avançado. Usando os recursos de arte originais, música e level design como um modelo, a equipe queria "ajustar" a experiência para atrair jogadores acostumados com jogos modernos.
A trilha sonora do jogo original foi gravada digitalmente e isso apresentou dificuldades em atualizá-la para um remake moderno. Como tal, a trilha original foi refeita no estilo do trabalho original de Shunsuke Kida, utilizando uma orquestra completa e coro. A dublagem foi refeita, com muitos do elenco original retornando para regravar suas falas antigas e dublar novos diálogos. As animações de captura de movimento também foram refeitas. O jogo utiliza a funcionalidade tátil do controle DualSense, dando a sensação de [metal batendo em metal] ou para ajudar nas paradas de tempo. O jogo vem com dois modos visuais: "modo cinemático" rodando em uma resolução nativa de 4K, a 30 quadros por segundo, e um "modo desempenho" com um 4K dinâmico a 60 quadros por segundo. Apesar das declarações anteriores, Demon's Souls não possui suporte a ray tracing. Embora um pedido recorrente fosse a realização de uma suposta sexta zona representada por uma pedra de teletransporte quebrada no original, a equipe decidiu deixar o número de mundos do jogo como está. A certa altura, a equipe considerou fazer um "Modo Fácil", mas acabou decidindo que não era seu lugar adicionar algo que alterasse fundamentalmente o equilíbrio do jogo.

## Lançamento
O jogo foi anunciado oficialmente em 11 de junho de 2020 no evento de revelação do PlayStation 5. Demon's Souls foi lançado como um título de lançamento para o PlayStation 5 em 12 de novembro de 2020 na América do Norte e Oceania, e lançado mundialmente em 19 de novembro de 2020. Embora a Sony tenha decidido não lidar com os deveres de publicação do jogo original fora do Japão, a Sony Interactive Entertainment publicou o remake em todo o mundo. Uma edição limitada de colecionador também foi lançada com um álbum de trilha sonora e outros materiais adicionais ao lado de uma cópia do jogo.

## Recepção
Demon's Souls foi aclamado pela crítica. De acordo com o agregador de resenhas Metacritic, o título possui uma nota média de 92/100, com base em 100 avaliações, indicando "aclamação universal".
A IGN declarou: "Demon's Souls é incrivelmente lindo e reproduz significativamente melhor do que no PS3, não apenas graças ao poder gráfico do PlayStation 5, mas por causa das mudanças inteligentes na qualidade de vida e toques leves que modernizam alguns aspectos frustrantes do original, sem nunca sacrificar o desafio implacável, as batalhas contra chefes cheias de quebra-cabeças e o estilo que o tornaram um jogo tão marcante em primeiro lugar." Enquanto a GameSpot escreveu: "Peculiaridades à parte, o remake da Bluepoint é um sucesso absoluto. É uma turnê de força técnica e uma verdadeira obra-prima para o PS5 e o poder do console de próxima geração da Sony. Mas, mais importante, também é uma maravilha criativa chegando de um estúdio que está mostrando claramente ao mundo que possui sua própria voz."
A inspiração pesada de Demon's Souls para jogos posteriores da série Souls foi observada pela Game Informer: "Demon's Souls é o antecessor de uma série de títulos da FromSoftware, e os jogadores podem ver toneladas de inspirações para ambientes e encontros que reapareceriam mais tarde na série Dark Souls. Não tendo jogado o original há séculos, este remake foi como caminhar por um fascinante museu interativo em alguns aspectos, testemunhando os precursores de Blighttown, The Pursuer e muitos outros itens básicos da série."

### Vendas
Durante sua primeira semana de lançamento, Demon's Souls estreou na sexta posição nas paradas de todos os formatos no Reino Unido, a quinta posição nas paradas de todos os formatos da Suíça, e a décima primeira posição nas paradas de formato individual do Japão. 18 607 cópias físicas foram vendidas naquela semana no Japão. No Reino Unido, Demon's Souls desembarcou na 16ª posição na lista dos 20 jogos eletrônicos mais vendidos no mês de novembro.
Em 13 de janeiro de 2021, a PlayStation Blog informou que Demon's Souls foi o quinto jogo de PlayStation 5 mais vendido digitalmente em 2020 nos Estados Unidos, Canadá e toda a Europa. Em 19 de setembro de 2021, foi anunciado pela Sony que o jogo havia vendido mais de 1,4 milhão de cópias.